# 池上雪枝
池上 雪枝（いけがみ ゆきえ、1826年3月9日〈文政9年2月1日〉 - 1891年〈明治24年〉5月2日）は、日本の社会事業家。日本で最初の感化院（児童自立支援施設）とされる池上感化院の設立者。孫は日本画家の村上華岳。

## 経歴
摂津国（後の大阪府）で誕生した。旧姓は大久保。幕府に対峙する勤皇派の活動家の生まれで、父は武芸と医学に秀でた人物であり、雪枝もまた、わずか4歳にして狂歌を詠むなど、幼少時より「天才少女」と評判であった。また、天候の変化を予測する才覚にも長けていた。
この才覚を京都近衛家の津崎矩子（村岡局）に気に入られたことで、7歳のときに近衛家に預けられ、20年間にわたって、当時の女性としては最高の学問と教養を身につけた。村岡局は公私にわたる師匠となり、尊皇運動と身近に接しながら成長したことで、その社会思想は後の生涯に大きな影響を与えた。
1852年（嘉永5年）に、商家の息子と結婚した。結婚後の姓「池上」は、生家の屋号の「池山」と夫の姓の「上谷」を合わせたものである。結婚後は五男二女に恵まれた。
夫が事業に失敗したため、若い時分に身につけていた易学をいかして、易断で生活を支えた。1883年（明治16年）には大阪に神道祈祷所を設置して、神道の布教を行った。

### 感化事業
雪枝は易断を通じて、多くの苦難を抱える人々と接することで、明治維新による当時の社会の混乱、貧困、家族の離散などがもとで人々の精神が荒廃し、非行や犯罪のもととなっていると考え、過ちを犯した若者の救済と再教育を天職と考え始めた。
60歳に近い頃、感化事業の開始を決意した。1883年（明治16年）、大阪北区の雪枝の自宅に「池上感化院」が開設された。翌1984年（明治17年）8月に感化事業が公式発表され、同1984年9月には、収容児の増加により手狭になったことで、感化院は松ヶ枝町に移転され、授産所も建設した。
内務省監獄局の官吏であった坂部寔は、かつて感化院の設立を企画しながらも挫折した経緯があったことから、雪枝の開設時に「カンカインノカイインシキヲシュクス」と祝電を送った。坂部はその後も雪枝に信頼を寄せて、多忙の合間を縫って頻繁に雪枝のもとを訪れ、助言を与え、激励した。社会事業家の原胤昭もまた感化教育の熱心な推進者であり、池上感化院を何度か訪問した。
感化院の児童たちは「生徒」と呼ばれ、教育が熱心に行われた。雪枝は、生徒1人1人の性格と適性を判断し、各自に適した教育、技術を与えた。特に英語教育を重視し、キリスト教の教師との親交を持って、国際感覚を養うことを重視した。また技術面においては、洋傘、石鹸、ステッキの製造など、新たな分野での職業教育を行い、自立の機会を与えた。感化院からは多くの更生者が生み出され、中には陸軍技師としてイギリスで活躍して勲四等を授けられた者、事業に成功して多額納税者になった者もいた。
雪枝は独力で事業の成就を願い、広く地域の人々への一般教育を図ろうと、雑誌「雪枝草子」発行など努力した。しかし雑誌発行は経営難のために、3か月で廃刊に至った、

### 感化事業の衰退 - 晩年

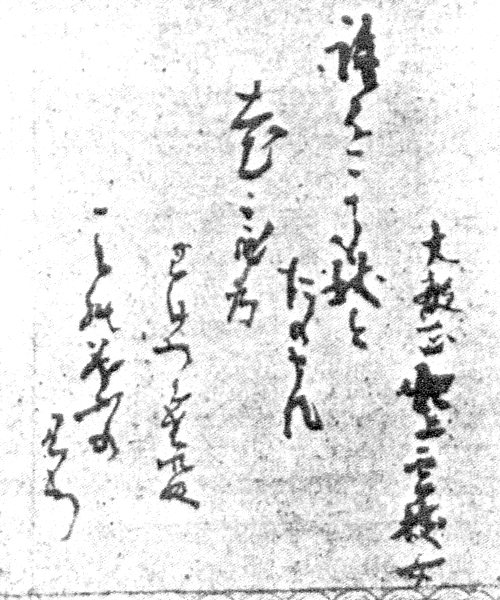
雪枝の遺書

1886年（明治19年）には感化院もまた、設立からわずか約3年にして経営難に陥った。施設運営の経費は予想以上であり、授産事業で運営を支えようとしても、到底不足であった。成立から間もない政府の支援も限定されたものであり、銀行筋への資金の融通も困難であった。加えて、雑誌発行のための借金による心労、事業計画の甘さ、継承者の力不足、雪枝の病気など、問題は多かった。事業は急速に衰退し、1888年（明治21年）頃には閉鎖同然となった。
1891年（明治24年）、雪枝は感化院復興を果たせないまま、65歳で死去した。実妹によれば、「しんどい」「熱がある」などとはただの一度も口にしなかったが、感化事業について思い残すことがあったと見られ、死の2分前に「誰をかもたのまむ老の身の わけつくされぬ ことの葉のみち」と辞世の句を詠んで、身を正して死去したという。墓碑は大阪府大阪市北区の栗東寺にある。

## 没後
侠客の小林佐兵衛は、雪枝に触発されて小林授産場を開設したと伝えられており、雪枝の没後、池上感化院の少年たちは小林授産場に引き取られた。
その後の雪枝の業績は、約40年にわたって歴史に埋もれた状態であったが、1939年（昭和14年）6月に大阪朝日新聞に「感化事業の母」と題して雪枝に関する記事が掲載され、大阪府立修得学院の院長らが、大阪の名誉をかけて雪枝の墓地や遺族を捜索している旨が報じられた。
やがて墓地と遺族の所在が明らかになった後、修得学院では雪枝の慰霊祭の開催が決定され、1940年（昭和15年）5月2日に学院内で開催され、合わせて雪枝の遺品の展覧会なども開かれた。同1950年、感化院跡に標柱も設立された。標柱には、雪枝のことが「わが国最初の感化事業」と表記されている。
雪枝の遺族の内、雪枝の孫である大久保真敏は1904年（明治37年）に韓国に渡り、同地で事業の継続を図った。1941年（昭和16年）には浮浪児たちの保護施設として、韓国の安養市に「弥栄（いやさか）青少年修練場」が建設された。
終戦後の1945年（昭和20年）11月、大久保は日本に引き揚げ、修得学院などの協力を得て、救護事業の再開として、戦災孤児による院児激増と不良化の傾向の改善を目指し、新たな保導所の設置が決定した。しかし1946年（昭和21年）3月、大久保が病死した。これにより、雪枝の教護事業の継承と発展は、志半ばで途絶えることとなった。
なお池上感化院の授産事業の内、石鹸の製造については、当時の一般人は石鹸の利用価値をあまり理解していなかったために、成功したとはいえなかったが、一般企業である田村石鹸問屋が、池上感化院の製造による石鹸仕入れをきっかけとして、石鹸の事業化を図り、企業として創造、大阪天満付近に店を構えて、戦後まで繁盛に至った。

## 人物・評価
易学においては、後年に「高島易断」として知られる易学家の高島嘉右衛門（高島呑象）と共に「東京の高島嘉右衛門、大阪に池上雪枝あり」「東に高島呑象、西に池上雪枝」と並び称されるほど評価されており、偽物まで現れるほどの人気があった。雪絵は実際に高島に会って交友し、長女を高島のもとに入門させもしていた。
雪枝が晩年の生涯を捧げた感化院事業は成功したとはいえないが、雪枝は「不良少年救護事業の先駆者」として後世に伝えられており。「少年感化の母」「少年保護の母」「感化院の先鞭をつけた」とする資料もある。女性の社会的活動のパイオニアとしても評価されており、明治前半期の大阪の民間社会事業、特に女性による先駆的な事業として、雪枝の果たした役割は非常に大きいとみる向きもある。大阪府立修徳学院に建てられた雪枝会館（せっしかいかん、1970年に撤去）にも名が残されていた。
感化院が失敗に終わった理由は、事業計画を綿密に練ることなく矢継ぎ早に新企画を実施したこと、感化事業としての独創性や先駆性は当時の需要に合致しなかったこと、長期的な展望を持たずに雪枝が理想の実現を焦って独力で押し切ろうとしたこと、などと分析されている。